# 寄生彼女砂奈
《寄生彼女砂奈》（寄生彼女サナ），是由砂義出雲所撰寫、瑠奈璃亞插畫的輕小說作品。獲得第五屆小學館輕小說大賞的優秀獎，2011年由小學館GAGAGA文庫（ガガガ文庫）出版第一卷，並於2012年與第2卷同時發行廣播劇CD。輕小說中文版由尖端出版出版。漫畫版由作畫，2013年2月起在角川書店的《月刊Comp Ace》連載。2013年6月出版小說第五卷而完結。

## 劇情概要
主人公增川唐人是高中二年級學生，有一天誤食了帶有寄生蟲蟲卵的生魚片，寄生蟲在他的體內發育成蟲，並且從他的身體出來變身成一位名為「砂奈」的美少女。

## 登場人物
（CV為廣播劇CD聲優）
增川唐人（CV：高橋孝治）
高中二年級學生，父親是生物學家，整日埋首於研究工作。因為被寄生，得到前所未見的力量。在知道嚴重的副作用以後想要與砂奈分開，後來接受砂奈。在知道有個組織在運作一切後，決定揭開組織的陰謀以挽救相關人等的不幸。
砂奈（CV：堀江由衣）
寄生在增川唐人體內日本海裂頭絛蟲的「實存寄生」，名字「砂奈」來自絛蟲綱的日文。因為櫻的魯莽行為，從此以唐人為宿主。後來吵著要當唐人的女朋友。有時候唐人不答應她的要求或冒犯她，她會讓在唐人腸子內的本體折磨唐人。
增川櫻（CV：竹達彩奈）
增川唐人的堂妹，高中一年級學生。被唐人稱為有突發性淫亂症候群，常開黃腔或者對唐人做出侵犯的舉動。會做出一些魯莽的事引起麻煩。有唐人家的鑰匙，會叫唐人起床以及做早餐和晚餐給唐人。
櫂實亞須香（CV：悠木碧）
增川唐人的同學，實際上是蛔蟲的「實存寄生」。姓氏的發音頭兩字與蛔蟲的日文同為，名字取自蛔蟲的學名。
宮入丈兒
增川唐人的好友，在校參加籃球社。
綺羅（CV：安原麗子）
增川所就讀高中的保健室老師，以前曾擔任增川父親的研究助理。
櫛名田觀琴（CV：阿澄佳奈）
增川所就讀高中的學生會會長、神社的獨生女，只穿巫女服到校。擁有親衛隊。
龍齋寺志保
轉學到增川唐人班上的同學，有極度的潔癖。
羅伊子
寄生在蝸牛體內雙盤吸蟲（學名：Leucochloridium paradoxum）的實存寄生。名字取自該蟲的學名。
增川姬
唐人的堂姐，也是唐人的初戀。是個偶像明星，藝名為「倉里姬」。
鮎瀨白美
姬的經紀人。
橫川塞爾加
自稱是鮎瀨的經紀人，經常用吸管喝著紙盒飲料。

## 出版書籍
| 集數 | 小學館        | 小學館                 | 尖端出版      | 尖端出版               |
| 集數 | 初版發售日期  | ISBN                   | 初版發售日期  | ISBN                   |
| ---- | ------------- | ---------------------- | ------------- | ---------------------- |
| 1    | 2011年7月20日 | ISBN 978-4-0945-1281-6 | 2013年1月17日 | ISBN 978-957-10-5100-0 |
| 2    | 2012年2月17日 | ISBN 978-4-0945-1323-3 | 2013年5月20日 | ISBN 978-957-10-5203-8 |
| 3    | 2012年8月21日 | ISBN 978-4-0945-1357-8 | 2013年7月19日 | ISBN 978-957-10-5204-5 |
| 4    | 2013年1月18日 | ISBN 978-4-0945-1387-5 | 2014年5月9日  | ISBN 978-957-10-5571-8 |
| 5    | 2013年6月18日 | ISBN 978-4-0945-1417-9 | 2015年4月23日 | ISBN 978-957-10-5958-7 |

## 用語
- 實存寄生（parasistence）：演化成具有自我意識實體的寄生蟲，實體可以在宿主的體外生存。此詞是由「寄生」（parasite）與「實存」（existence）兩字所組合而成。
- POKI（Parasistence Observe and Kill Intelligent sheet）類似檢查蟯蟲感染的玻璃紙貼片，用來檢查混入校園內的實存寄生及其宿主。

## 註解
1. ↑  . GAGAGA文庫.   [2015年8月22日]. （原始内容存档于2011年8月6日） （日语）.
2. ↑  第一集中文版寫成「條蟲」，第二集開始修正為「絛蟲」。

## 外部連結
- 小学館::ガガガ文庫:既刊案内 （日語）
- ドラマCD 寄生彼女サナ【HOBiRECORDS】（页面存档备份，存于） （日語）
- 角川書店『月刊コンプエース』 （日語）